# Matthieu Boulo
Matthieu Boulo (* 11. Mai 1989 in Vannes) ist ein französischer Cyclocross- und Straßenradrennfahrer.

## Werdegang
Matthieu Boulo wurde 2007 in Lanarvily Dritter bei der französischen Cyclocrossmeisterschaft in der Juniorenklasse. Bei der Weltmeisterschaft belegte er im Rennen der Junioren den 15. Platz. In der Cyclocross-Saison 2008/2009 gewann er beim Cyclocross International de Lanarvily das U23-Rennen. Bei der Weltmeisterschaft in Hoogerheide belegte er eine Woche später Platz 13 der U23-Klasse. In der Saison 2009/2010 wurde er erstmals Französischer Meister in der U23, 2010/11 verteidigte er erfolgreich den Titel. In der Saison 2010/11 gewann er auch zwei Weltcup-Rennen in der U23 und wurde Zweiter der Weltcup-Gesamtwertung. Nach dem Wechsel in die Elite erzielte er in den beiden folgenden Saisons regelmäßig Ergebnisse zwischen Platz 15 und 30.
Bereits seit 2010 war Boulo Mitglied im UCI Continental Team Roubaix Lille Métropole und nahm mit dem Team in der Sommersaison an französischen Rennen der UCI Europe Tour und des nationalen Kalenders teil. Zur Saison 2014 wechselte er zum Team Raleigh-GAC und konzentrierte sich auf den Straßenradsport. Bereits zur Folgesaison erhielt er einen Vertrag beim damaligen UCI Professional Continental Team Bretagne-Séché Environnement, jedoch kehrte er zur Saison 2016 zum Team Raleigh-GAC zurück. Ein Erfolg auf der Straße blieb ihm verwehrt, sein bestes Ergebnis war ein zweiter Platz beim Prolog zu den Boucles de la Mayenne 2013.
Im Jahr 2016 entschied sich Boulo, seine Karriere als Rad-Profi zu beenden und sich wieder verstärkt dem Cyclocross zuzuwenden. Von 2016 bis 2019 fuhr er drei komplette Weltcup-Saisons im Cyclocross. Gleich bei seinem ersten Rennen 2016 in Las Vegas belegte er den 15. Platz, obwohl er aus der letzten Startreihe ins Rennen gehen musste. Insgesamt lag er regelmäßig zwischen Platz 20 und 30, sein bestes Ergebnis war ein 14. Platz beim Rennen in Waterloo in der Saison 2018/19.
Seit 2020 nimmt Boulo nur noch an Rennen in Frankreich im Cyclocross und auf der Straße teil.

## Erfolge – Cyclocross
2008/2009
- Cyclocross International de Lanarvily, Lanarvily (U23)

2009/2010
- Challenge de la France Cycliste de Cyclo-cross 2, Besançon (U23)
- Challenge de la France, Quelneuc (U23)
- Französischer Meister (U23)

2010/2011
- Französischer Meister (U23)
- UCI-Weltcup, Pontchâteau (U23)
- UCI-Weltcup, Hoogerheide (U23)